# The Wasp Woman
The Wasp Woman is een Amerikaanse sciencefictionfilm uit 1959 onder regie van Roger Corman. 

## Verhaal
De geleerde Eric Zinthrop experimenteert met wespen en hij vindt zo een serum uit, dat het verouderingsproces tegengaat. Niemand gelooft in zijn uitvinding en hij wordt ontslagen. Intussen is de zakenvrouw Janice Starlin bezorgd, omdat de omzetcijfers van haar cosmeticabedrijf dalen. Ze is bang dat mensen geen vertrouwen meer hebben in haar producten, omdat zij zelf een dagje ouder wordt.

## Rolverdeling
| Acteur          | Personage       |
| --------------- | --------------- |
| Susan Cabot     | Janice Starlin  |
| Anthony Eisley  | Bill Lane       |
| Barboura Morris | Mary Dennison   |
| William Roerick | Arthur Cooper   |
| Michael Mark    | Eric Zinthrop   |
| Frank Gerstle   | Les Hellman     |
| Bruno VeSota    | Nachtwaker      |
| Roy Gordon      | Paul Thompson   |
| Carolyn Hughes  | Jean Carson     |
| Lynn Cartwright | Maureen Reardon |
| Frank Wolff     | Besteller       |
| Lani Mars       | Secretaris      |
| Philip Barry    | Besteller       |